# NGC 7410
NGC 7410 (другие обозначения — PGC 69994, ESO 346-12, MCG -7-47-2, IRAS22522-3955) — спиральная галактика с перемычкой (SBa) в созвездии Журавль.
Этот объект входит в число перечисленных в оригинальной редакции «Нового общего каталога».
В галактике вспыхнула сверхновая SN 2014ba типа Ia-p, её пиковая видимая звездная величина составила 14,7.